# Chiba

Península de Bōsō

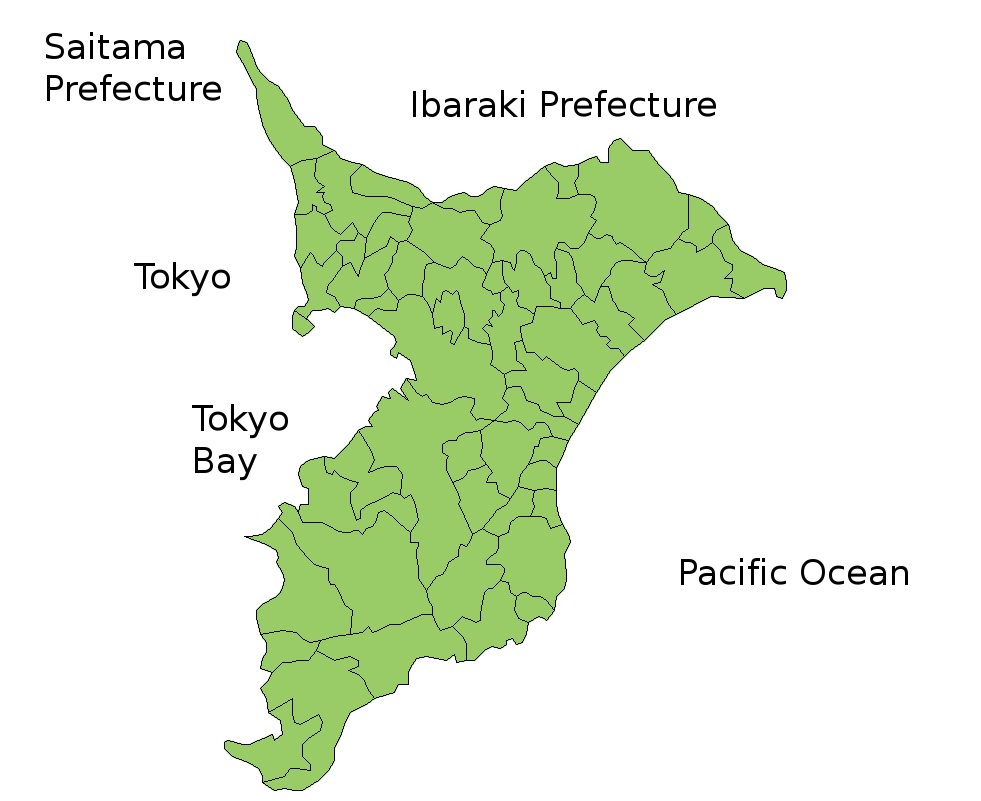
Mapa de Chiba

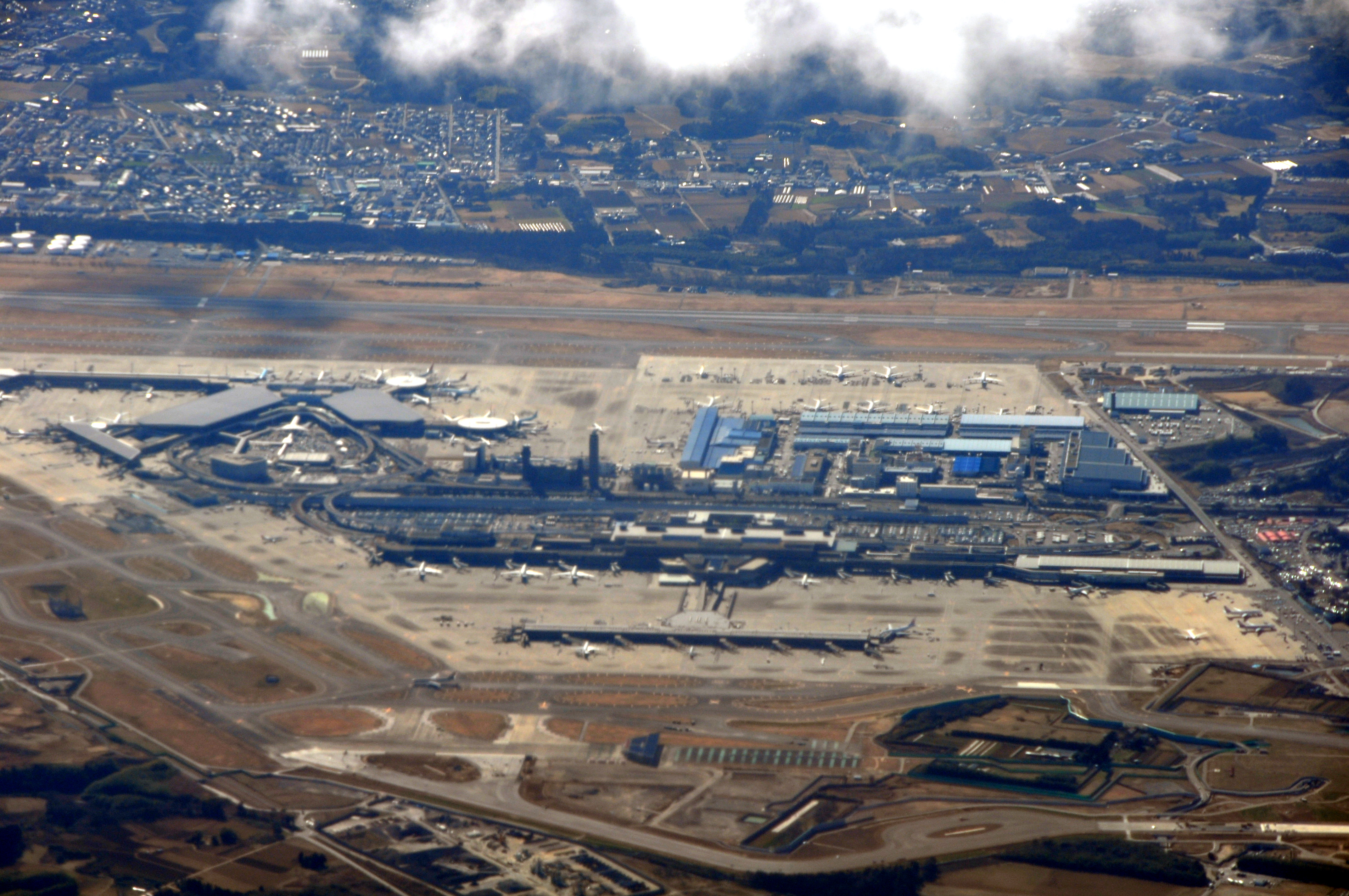
Aeroporto Internacional de Narita, que fica em Chiba

ChibaChiba-ken (千葉県) é uma prefeitura do Japão localizada na região de Kantō e na Região Metropolitana de Tóquio. A sexta prefeitura mais populosa, e 27º maior por área. Chiba está na costa leste de Honshu e consiste em grande parte na Península de Bōsō, que envolve a parte oriental da Baía de Tóquio. Sua capital é Chiba.

## História
A prefeitura de Chiba foi criada a 15 de Junho de 1873 com o propósito de unir a prefeitura de Kisarazu e de Inba. Historicamente, era constituída pelas antigas províncias de Awa, Kazusa, e Shimousa.

## Economia
Chiba constitui uma das maiores áreas industriais do Japão, principalmente devido à longa costa marítima ao longo da Baía de Tóquio. Depois de Chiba ter sido escolhida para sede de uma empresa metalúrgica de Kawasaki, em 1950. o governo da prefeitura iniciou um importante processo de saneamento de propriedades que levou à disponibilização de uma larga área de terrenos para o estabelecimento de fábricas, armazéns e docas. A produção química, refinição petroquímica e produção de máquinas constituem actualmente as três principais indústrias da prefeitura de Chiba; em conjunto, perfazem 45% das exportações da região. Em anos recentes, o governo fundou mais de oitenta parques industriais, com o objectivo de promover o desenvolvimento também na direcção do interior.
A prefeitura detém, igualmente, o segundo lugar entre as prefeituras japonesas exportadoras de produtos agrícolas. Apesar de Hokkaido estar no topo da lista, Chiba consegue ultrapassar esta prefeitura na produção de vegetais. A exploração pesqueira de Chiba é também muito produtiva, capturando a maior parte de peixes chatos no Japão, como o alabote ou linguado, além da captura de lagosta. São também extraídas grandes quantidades de algas marinhas da Baía de Tóquio.
A população de Chiba é uma das mais ricas do Japão devido ao peso dos sectores comerciais e industriais da sua economia. O seu PIB é de ¥3,1 milhões (US$ 28 600), o quinto mais alto do país. 70% da população está empregada no sector dos serviços, com 25% no sector da indústria e 5% na agricultura.

## Geografia
Chiba faz fronteira com a prefeitura de Ibaraki a norte, onde passa o rio Tone; com Tóquio e Saitama a oeste, onde passa o rio Edo; com o Oceano Pacífico a leste e com a Baía de Tóquio ao longo da sua fronteira meridional. A religião litoral da Baía de Tóquio é chamado "Uchibō" e do Oceano Pacífico é chamado "Sotobō". A maior parte da área de Chiba situa-se sobre a Península de Boso, uma região produtora de arroz: a costa oriental, conhecida como a "Planície da Liga Noventa e nove", é particularmente produtiva. A zona mais povoada, a noroeste da prefeitura, pertence à Planície de Kanto que se estende até às aglomerações urbanas de Tóquio e Saitama. A corrente marinha de Kuroshio flui perto do litoral de Chiba, o que a torna relativamente mais quente no inverno e mais frio no verão do que sua vizinha Tóquio.

### Cidades
Em negrito, a capital da prefeitura.
| - Abiko - Asahi - Chiba - Choshi - Funabashi - Futtsu - Ichihara - Ichikawa - Inzai - Isumi | - Kamagaya - Kamogawa - Kashiwa - Katori - Katsuura - Kimitsu - Kisarazu - Matsudo - Minamiboso - Mobara | - Nagareyama - Narashino - Narita - Noda - Sakura - Sambu - Sawara - Shiroi - Sodegaura - Sosa | - Tateyama - Tomisato - Togane - Urayasu - Yachimata - Yachiyo - Yotsukaido - Yokaichiba |

### Distritos
| - Distrito de Awa - Distrito de Chosei - Distrito de Inba | - Distrito de Isumi - Distrito de Katori - Distrito de Sanbu |

### Fusões
A 11 de Fevereiro de 2005 a antiga "vila" de Amatsukominato do distrito de Awa fundiu-se com a cidade de Kamogawa.

## Cultura
- Várias bandas de rock tem raízes na prefeitura de Chiba, incluindo as populares bandas X Japan, Plastic Tree e girugamesh.
- Aiba Masaki do Arashi, Yamashita Tomohisa do NEWS, Tanaka Koki e Akanishi Jin do KAT-TUN, Ryo, Satoshi, Ni and ShuU do Girugamesh, Keiko Terada e Miki Nakamura do Show-Ya, Tsugunaga Momoko e Natsuyaki Miyabi do Berryz Kobo e Arioka Daiki do Hey! Say! JUMP são todos nativos de Chiba.

## Turismo

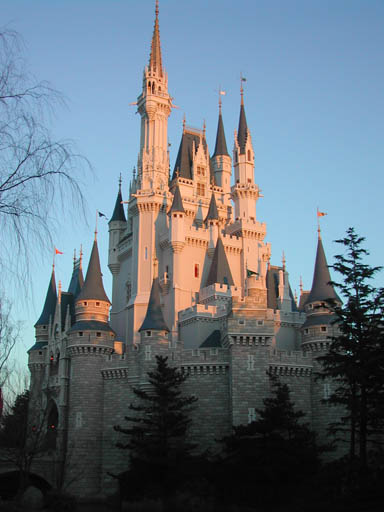
O castelo da Tokyo Disneyland

A maior parte dos visitantes da área de Tóquio aterram no Aeroporto Internacional de Narita, situado em Narita, a norte da prefeitura, ligado a Tóquio pelo Expresso de Narita (dos Caminhos de Ferro do Estado) e pelos Caminhos de Ferro elétricos Keisei (empresa privada).
O Parque temático Tokyo Disneyland localiza-se, na verdade, em Urayasu perto da fronteira ocidental da prefeitura.
Chiba está ligada a Tóquio por diversos caminhos de ferro, sendo de destacar a linha Keiyo e Sobu de Japan Railway, a linha Keisei e linha Tozai. A linha Musashino liga Chiba a Saitama e ao norte de Tóquio. O sul de Chiba liga-se à prefeitura de Kanagawa pela ponte-túnel Tokyo Wan Aqua-Line .

## Símbolos da Prefeitura
O Meibutsu (名物 ou seja: a "coisa famosa") de Chiba são os amendoins. A maior parte dos amendoins do Japão são aqui cultivados e usados na produção de óleo de amendoim.